# Mitrospingus cassinii
Tangará-de-faces-sombrias ou pipira-enfarruscada (Mitrospingus cassinii) é uma espécie de ave da família Thraupidae.
Pode ser encontrada nos seguintes países: Colômbia, Costa Rica, Equador, Panamá e Venezuela.
Os seus habitats naturais são: florestas subtropicais ou tropicais húmidas de baixa altitude e florestas secundárias altamente degradadas.